# Astegopteryx rappardi
Astegopteryx rappardi är en insektsart som beskrevs av Hille Ris Lambers 1953. Astegopteryx rappardi ingår i släktet Astegopteryx och familjen långrörsbladlöss. Inga underarter finns listade i Catalogue of Life.